# أدريان هوراسيو غوميز
أدريان هوراسيو غوميز (بالإسبانية: Adrián Horacio Gómez)‏ (12 يونيو 1984 ببوينس آيرس في الأرجنتين - ) هو لاعب كرة قدم أرجنتيني في مركز الدفاع.

## وصلات خارجية
- أدريان هوراسيو غوميز على موقع قاعدة بيانات كرة القدم.إي يو (الإنجليزية)
- أدريان هوراسيو غوميز على موقع Soccerway.com (الإنجليزية)